# Bulevardul Unirii

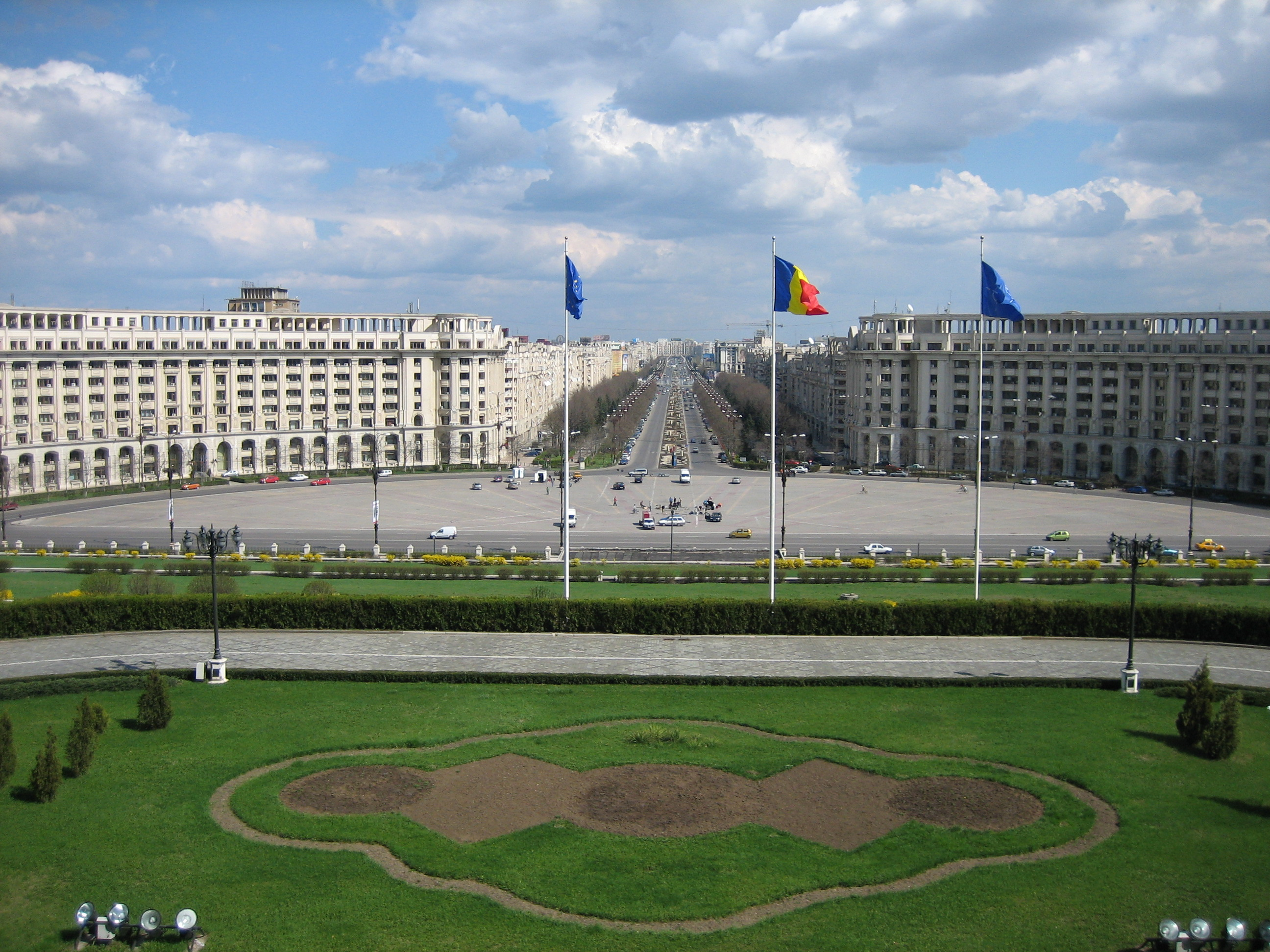
Vy från Parlamentspalatset med Piața Constituției i förgrunden.

Bulevardul Unirii, Enighetens boulevard, är en paradgata i centrala Bukarest, Rumänien. Den går mellan Piața Alba Iulia i norr och Piața Constituției med det stora Parlamentspalatset i söder.
Boulevarden började byggas 25 juli 1984 som en del av kommunistledaren Nicolae Ceaușescus systematiseringsprogram, vilket bland annat innebar att stora delar av Bukarests gamla stadskärna revs och ersattes med nya byggnader. Boulevarden var tänkt att bli Rumäniens svar på Champs-Élysées i Paris, men gjordes medvetet längre samt en halvmeter bredare än förlagan. Det ursprungliga namnet var Boulevarden för socialismens seger, Bulevardul Victoria Socialismului, men namnet ändrades till det nuvarande efter att Ceaușescu störtats i Rumänska revolutionen.
Husen längs boulevarden har en socialistisk-relalistisk stil med inspiration från Nordkorea. Längs boulevarden finns även 41 stycken unika fontäner som symboliserar Rumäniens olika regioner. Bulevardul Unirii är idag främst anpassad för biltrafik.